# Klaus Günter Annen
Klaus Günter Annen (* 1951) ist ein deutscher Aktivist, der zu Beginn des 21. Jahrhunderts als Abtreibungsgegner in Erscheinung trat. Als solcher war er Gründer und Leiter des Vereins Initiative Nie Wieder! in Weinheim. Er ist seit 2016 stellvertretender Vorsitzender der Christlichen Mitte und vertritt den Verein presserechtlich.

## Leben
Der in Weinheim wohnhafte Annen, der Verbindungen zu evangelikalen und rechtsextremen Kreisen unterhält, ist Katholik. Er organisiert bundesweit Proteste gegen Ärzte, die Schwangerschaftsabbrüche durchführen, und erstattete laut Süddeutscher Zeitung seit 2001 Strafanzeigen gegen über 400 Mediziner wegen Werbung für den Abbruch der Schwangerschaft. Mit dem Verein Christliche Mitte unterstützt er den Marsch für das Leben.
Bei der Anzeigenerstattung gegen Mediziner erhielt er Unterstützung durch den unter dem Pseudonym „Markus Krause“ auftretenden Aktivisten Yannic Hendricks. Annen und Hendricks waren im Dezember 2018 die einzigen Personen deutschlandweit, die in den vorherigen Jahren Anzeigen gemäß § 219a erstattet hatten. Eine dieser Anzeigen führte zu einem nicht rechtskräftigen zweitinstanzlichen Schuldspruch durch das Landgericht Gießen und Revision.
Im Jahr 2003 wurde Annen vom Landgericht Heilbronn zu einer zweimonatigen Bewährungsstrafe verurteilt, nachdem er einem Mannheimer Arzt, der Abtreibungen vornahm, vorgeworfen hatte, „Mord an Kindern“ zu praktizieren; das Oberlandesgericht Stuttgart und der BGH bestätigten die Verurteilung. Nach einer weiteren derartigen Protestaktion erhielt Annen eine Ordnungsstrafe von vier Tagen. Im Fall eines Arztes aus Neckargemünd, dem er „rechtswidrige Abtreibungen“ vorgeworfen hatte, wurde Annen vom Oberlandesgericht Karlsruhe freigesprochen.
Annen vergleicht den Schwangerschaftsabbruch mit dem Holocaust und bezeichnet ihn als Babycaust. Im Jahr 2000 wurde der von Annen genutzte Slogan „Damals: Holocaust – heute: Babycaust“ vom Bundesgerichtshof als von der Meinungsfreiheit gedeckt eingeschätzt. Später wurde Annen von mehreren deutschen Gerichten verboten, Parallelen zwischen Ärzten, die Schwangerschaftsabbrüche vornahmen, und KZ-Kommandanten in der Zeit des Nationalsozialismus zu ziehen. Der Europäische Gerichtshof für Menschenrechte (EGfM) in Straßburg bestätigte das Verbot im Sommer 2018, nachdem Annen dort noch 2015 freigesprochen worden war. Das Landgericht Karlsruhe verurteilte Annen zur Unterlassung und zu einer Schadenersatzzahlung in Höhe von 10.000 € an einen klagenden Arzt.
Annen betreibt die Websites babycaust.de (alternativ babykaust.de), die 2007 durch die Bundesprüfstelle für jugendgefährdende Medien indiziert wurde, und abtreiber.com, auf der unter anderem Namen von Ärzten gelistet werden, die Schwangerschaften abbrechen. Annen sieht sich als Nachfolger des 2011 verstorbenen, Martin Humer, dessen „Christlich-Soziale Arbeitsgemeinschaft Österreich“ er 2012 übernahm. Beide wurden durch das holocaustleugnende katholisch-traditionalistische Blog kreuz.net unterstützt, Annen auch durch das moderatere kath.net und die idea-Nachrichtenagentur. Annen war selbst Autor des rechtsextremen Blogs kreuz.net.
Im Juli 2019 erstattete die Ärztin Kristina Hänel Anzeige auf Unterlassung persönlicher Schmähkritik, in der Annen sie und andere Ärztinnen und Ärzte auf eine Stufe mit den Verbrechern des Nationalsozialismus setze. Der Prozess dazu fand am 21. August 2020 vor dem Landgericht Hamburg statt. Das Gericht untersagte Annen, der Hänel als „Entartete“ beschimpft hatte, diverse Äußerungen und verurteilte ihn zur Zahlung von 6.000 € an die Klägerin. Die Bildungsstätte Anne Frank attestierte Annen „faschistisches Vokabular“.
Im Februar 2021 wurde gegen Annen Strafanzeige wegen des Verdachts auf Beleidigung und Volksverhetzung gestellt, woraufhin er im Februar 2022 vom Amtsgericht Weinheim wegen Beleidigung zu einer Geldstrafe verurteilt wurde. Laut LTO gehe die Debatte wegen der Strafbarkeit der Volksverhetzung weiter.